# Metropolia di Pskov

Localizzazione dell'oblast' di Pskov.

La metropolia di Pskov (in russo Псковская митрополия?) è una delle province ecclesiastiche che costituiscono la Chiesa ortodossa russa.
Istituita dal Santo Sinodo il 25 dicembre 2014, comprende l'intera oblast' di Pskov nel circondario federale nordoccidentale.
È costituita da 2 eparchie:
- Eparchia di Pskov
- Eparchia di Velikie Luki

Sede della metropolia è la città di Pskov, il cui eparca ha il titolo di "Metropolita di Pskov e Porchov".